# Georges Herzig
Georges Herzig, né le 30 mai 1857 et mort le 10 mars 1923 à Genève, est un journaliste anarchiste suisse. Typographe, commis et comptable, il fonde et écrit dans des journaux anarchistes. 

## Biographie
En 1879, il fonde à Genève Le Révolté, journal anarchiste, avec François Dumartheray et Pierre Kropotkine. Il en est directeur avant que Jean Grave ne le devienne. De 1880 à 1882, il participe à des Congrès anarchistes. Jusqu'en 1883, il est rédacteur et typographe du Révolté. En mars 1884, lors d'une enquête contre les anarchistes, il refuse de répondre à la plupart des questions. D'après le rapport du juge d'instruction, il est congédié du journal et cesse ses activités, ce qui est inexact. Il est défendu par le journal libertaire genevois L'Egalitaire. Il écrit aussi dans le bimensuel L'Avenir. Avec Luigi Bertoni, Eugène Steiner et d'autres militants, il fonde en 1900 le Réveil socialiste anarchiste. Il y contribue jusqu'à sa mort, et y est polémiste. Il signe un tract antimilitariste en 1906 et prononce des discours contre l'expulsion de Luigi Bertoni du canton de Genève. Il écrit dans La Voix du Peuple sous le pseudonyme de George Sergy (nom de son épouse). Pendant la Première Guerre Mondiale, il rédige un manifeste diffusé dans toute la Suisse. Il écrit ensuite dans la Libre Fédération, puis est responsable de la partie française du Réveil, jusqu'à sa mort en 1923. 

## Sources
- Rapport sur l’enquête relative aux menées anarchistes en Suisse adressé au Conseil fédéral suisse par Édouard Müller, procureur général de la Confédération, Berne, Feuille fédérale 1885
- L’Égalitaire 7, 22 août 1885.
- Le Réveil, 28.4.1906, 24.3.1923
- Pierre Kropotkine, Autour d’une vie : mémoires, préface de G. Brandès, Stock, 1909
- Jean Maitron, Le Mouvement anarchiste en France. Tome I : Des origines à 1914, Gallimard, collection Tel, 1992
- Le Procès des anarchistes devant la police correctionnelle et la cour d’appel de Lyon, Lyon 1883